# ريتش برستون
ريتش برستون هو لاعب هوكي الجليد كندي، ولد في 22 مايو 1952 في ريجاينا في كندا.

## وصلات خارجية
- ريتش برستون على موقع دوري الهوكي الوطني (الإنجليزية)
- ريتش برستون على موقع EliteProspects.com (الإنجليزية)
- ريتش برستون على موقع HockeyDB.com (الإنجليزية)
- ريتش برستون على موقع Hockey-Reference.com (الإنجليزية)